# 2009年ウイグル騒乱
2009年ウイグル騒乱（にせんきゅうねんウイグルそうらん）は、2009年7月5日に、中華人民共和国新疆ウイグル自治区ウルムチ市において発生した騒乱事件である。最初のデモ（同節参照）に先立ち、6月に広東省で、デマを発端として玩具工場のウイグル人労働者が漢族労働者の襲撃により死亡したことについて、襲撃側の刑事処分が曖昧にされたことからウイグルでの不満が高まったことが本事件の引き金となったとされる。
新華社通信によると（2009年7月15日現在）、死者192名、負傷者1,721名に上る犠牲者が出たとしている。
新疆ウイグル自治区における抗議事件としては2008年3月のホータン市での抗議デモ以来の事件であり、1997年に起きたグルジャ市での大規模な官民衝突に匹敵する犠牲者を出した。

## 概要
事件の背景には、中国共産党当局によるウイグル人に対する差別的な政策、新疆に国策で移住させられている漢族住民とウイグル人住民の間の経済的格差やウイグル人固有の文化的、宗教的権利が中国において尊重されていないとするウイグル人住民の不満があるといわれる。
2009年6月25日から26日にかけ、広東省韶関市の香港系玩具工場で、「ウイグル族による漢族女性暴行事件が相次ぐ」とのデマをきっかけに、100名以上の漢族従業員がウイグル族従業員を襲撃した。ウイグル族2人が死亡し、ウイグル族・漢族双方合わせて約120人が負傷した。ウイグル族が殺傷されたことについて、襲撃側の刑事処分が曖昧にされたことからウイグルでの不満が高まり、ウルムチ市での事件の引き金となったとされる。
7月5日夜、ウルムチ市内でウイグル族住民約1,000人が事件に対する当局への抗議デモを始めた。やがて暴徒化したデモ隊は漢族住民を襲撃し、建物や車両に放火した。
およそ3,000名がデモに参加し、デモを鎮圧しようとして治安部隊がデモ隊に発砲し、デモ参加者との間で衝突が発生した。
デモの発生契機やデモ隊が暴徒化した経緯、デモの鎮圧過程については中国当局とウイグル族住民の間で大きく見解が異なる。
中国当局が、海外の独立運動組織の煽動により計画的に引き起こされた「暴力犯罪」と主張する一方で、亡命ウイグル人組織の世界ウイグル会議は自発的に発生した平和的なデモに中国当局が発砲し、これに刺激されたデモ参加者の一部が暴徒化したと主張している。
死傷者についても、中国当局は7月10日に死者は184人であり、そのうち漢族が137人であるとして死傷者の大半が漢族であると発表する一方で、同日、世界ウイグル会議は中国当局の武力弾圧や漢族の攻撃により殺されたウイグル族の死者は最大で3,000人に上る可能性があると主張し、デモ鎮圧の過程で当局による武力弾圧があったことを示唆している。7月19日には中国当局は、警察官が少なくとも12人を射殺したことを認めている。
7月10日、モスク周辺では漢族によるウイグル族襲撃が発生し、多くのモスクではイスラムの金曜礼拝は中止され、武装警察や治安当局はモスクに人を近づけさせなかった。
中国当局は民族間の緊張が高まるのを危惧し、「民族団結」を呼びかけ両民族の融和を求めるキャンペーンを展開した。
事件は新疆ウイグル自治区各地に波及し、ウイグル人人口の多い西部カシュガル市でも、住民と治安部隊の衝突が報じられた。
中国当局は、新疆全域に3万人超の軍、武装警察を投入し、治安維持に当たらせた。
中国当局は2008年のチベット騒乱の際にもインターネットの遮断などの厳しい報道管制を敷いて国際的な非難を招いたが、今回は事件の発生時から積極的な情報開示を行うことで情報管理の主導権を握ろうとした。7月5日夜には早くも新華社が事件の発生を速報として配信し、翌7月6日朝には、国営テレビで「暴動」の様子が詳しく放映された。
海外メディア向けに対しても、自由な取材が認められている訳ではないものの取材活動が認められ、当局による取材ツアーやプレスセンター設置等の便宜供与も行われた。一方で中国政府は、新疆ウイグル自治区内のインターネット、携帯電話、国際電話の通信を遮断し、国内メディアには厳しい報道管制を維持した。
こうした中国政府の対応を「暴徒」の残虐性を強調し、当局の対応の正当性を印象付けるための、新しい報道統制のやり方であるとする指摘もある。
2007年ミャンマー反政府デモなどでもネット遮断はあったものの、このような大規模かつ長期のネット遮断は例がなく、こういった手法は2011年にアラブの春が起きたエジプトなど後に世界各地でみられることになる。

## 名称・表記
中国共産党当局は、この事件を一貫して「暴力犯罪事件」として規定し、公的発表などでは「ウルムチ市7月5日暴力・破壊・略奪・放火重大犯罪事件（乌鲁木齐市“7・5”打砸抢烧严重暴力犯罪事件）」と呼称している。一方で、亡命ウイグル人組織の世界ウイグル会議は、事件を「7月5日ウルムチ虐殺事件（5-ﺋىﻴﯘﻝ ﺋﯜﺭﯛﻣﭽﻰ قىرغىنچىلىﻗﻰ , 5-Iyul Ürümqi Qirghinchiliqi）」と呼称しているほか、ラジオ・フリー・アジア等のウイグル語メディアでは、「7月5日ウルムチ事件（5- ﺋىﻴﯘﻝ ﺋﯜﺭﯛﻣﭽﻰ ﯞﻩﻗﻪﺳى , 5- Iyul Ürümqi Weqesi）」等と呼ばれている。大紀元では、「新疆7.5事件」という表現を用いている。
この事態について、日本の報道では表記に揺れが見られ、「ウイグル騒乱」、「ウイグル暴動」などさまざまな表現で呼称された。これは、日本のメディアは今回の事件の真相について分かっていないからであると思われる。

### 「暴動」表記について
2009年8月に元日本外交官の佐藤優は「暴動」との表記は中国共産党・政府側の立場に基づく表現と指摘し、中立的な観点から「騒擾」や「事件」と表記すべきとしている。
そのうえで、多くの新聞が当初「暴動」と報じた点を問題視しており、当初から「騒乱」と表記した『朝日新聞』に対しては「民族紛争に関する報道では、こういう細部への配慮が重要」と評価している。一方で、「暴動」と表記し続ける『産経新聞』に対して「なぜ中国当局と同じ『暴動』という表現を用いるのか?」と疑問を呈している。
また世界ウイグル会議も、“暴動”というのは明らかに中国政府側に立った表現だとし、「もし暴動という呼び方をするのであれば、日本のマスコミは現地に記者を派遣して徹底的に取材し、デモに参加したウイグル人たちが最初に暴力事件を起こしたという証拠を提示したうえでそう呼ぶべきでしょう。
しかし実際には、現地でそんな詳細な調査・取材を行っている日本のマスコミは、テレビでも新聞でも一社もありません。にもかかわらずマスコミは、中国政府に都合の良い報道を毎日のように繰り返しているのです」として、そのような日本のマスコミの態度の原因を1964年に中国政府と日本の大手マスコミとの間で締結された日中記者交換協定にあるのではないかとした。実際に同協定のなかには「(日本人の記者は）中国政府に不利な言動を行わない・台湾独立を肯定しない」という取り決めが含まれているとされ、1968年3月の「日中覚書貿易会談コミュニケ」では、日中双方が遵守すべきとして「政治三原則」が明記された。「政治三原則」とは、周恩来・初代国務院総理をはじめとする中華人民共和国政府が、従来から主張してきた日中交渉において前提とする要求で、以下の三項目からなる
1. 日本政府は中国を敵視してはならないこと[27]。
2. 米国に追随して「二つの中国」をつくる陰謀を弄しないこと(台湾問題）。
3. 中日両国関係が正常化の方向に発展するのを妨げないこと。

このうち項目2は、中華民国を正統の政府と認めないという意味である。
以降、中華人民共和国政府の外務省報道局は、各社の報道内容をチェックして、「政治三原則」に抵触すると判断した場合には抗議を行い、さらには記者追放の処置もとった。記者交換協定の改定に先立つ1967年には、毎日新聞・産経新聞・西日本新聞の3社の記者が追放され、読売新聞と東京放送の記者は常駐資格を取り消された。

## 事件の発端
ウルムチ市におけるウイグル人大学生のデモは、広東省韶関市の旭日玩具工場で漢族によるウイグル人従業員に対する暴行殺害事件が発生し、2名のウイグル人が死亡した事件の数日後に発生した。ボイス・オブ・アメリカの記者である浩祥によると、この事件は、工場の従業員寮にて、漢族の女性従業員がウイグル人の男性同僚から性的暴行を受けたとの根拠のない噂がきっかけとなっており、噂は6月の末ごろから工場内に流れていたとされている。
6月25日、26日の夜間に、漢族によるウイグル人従業員に対する襲撃が行なわれ、2名のウイグル人が殺害され、ウイグル人118名が負傷した。
最初の噂は同工場を解雇された元従業員により広められていたとみられており、警察当局は、その後の捜査でも性的暴行が発生したという明確な証拠を見つけることができなかった。
亡命ウイグル人組織の指導者は、広東省での事件の犠牲者数は、当局の報告よりも多いと主張している。
新華社はこの噂を広めた人物が警察に逮捕されたと伝えているが、ウイグル人は当局がウイグル人の保護に失敗し、事件に関わった漢族を逮捕していないと主張している。
韶関事件の直後には、事件の凄惨な状況を撮影した映像が、YouTube等の投稿サイトに掲載され、新疆のウイグル人の間でも、事件への政府の対応に不満が蓄積していった。多くのウイグル人は政府の事件への対応に満足せず、7月5日にウルムチ市の街頭で抗議活動を始めた。
一方で、中国当局はウルムチ市での事件が「事前に計画され、組織された暴力犯罪であり、外国から煽動され、国内の非合法組織により実行された」と主張している。新疆ウイグル自治区のヌル・ベクリ主席は、7月6日の朝の声明で、一部の海外の反体制派が、国家の分裂を意図して、民族の団結と社会の安定を破壊するために、広東省の事件を利用して、7月5日の暴動を煽動したと主張した。当局の主張によれば、亡命ウイグル人の組織「世界ウイグル会議」がインターネットを使って暴動を煽動したとしている。これに対し、世界ウイグル会議の議長ラビア・カーディルも自らが暴動を煽動したことを否定し、「当初平和的な集会として始まったデモは、群衆の一部が、当局の過剰な警備に反応し、暴徒化した。私は、ウイグル人が行った暴力にも、中国当局がウイグル人に行った過剰な実力行使にも明確に批判をする。
現在ウイグル人が抱いている不満の原因は、中国政府がウイグル人に対して法の支配を徹底しないことにある」と述べている。

## 事件の経緯

### 最初のデモ
最初のデモは、7月5日の夕方から始まった。
デモの参加者たちは広東省の事件への政府の対応を批判し、徹底した事件の調査を要求して国際大バザール付近で抗議活動を始めた。
別の目撃情報では、ウルムチ市中心部の人民広場周辺でも同様のデモが発生していた。サウスチャイナ・モーニング・ポスト紙は、最初の抗議活動に参加した外資系企業で働く32歳の女性の証言を引用している。
これによれば、広東省の事件の調査を求める人々が300名程人民広場に集まっていたが集会参加者が1,000名を超え、当局からの解散指示を参加者たちが拒否した頃に暴力が始まったという。
7月6日、新疆ウイグル自治区のヌル・ベクリ主席は、公式発表として騒乱発生までの詳細な状況を発表している。
これによると、7月5日の17時ごろに200名以上のデモ参加者が人民広場に集まったが、警察は約70名の集会指導者を逮捕し、迅速に状況を統制したとされる。
その後、群衆は解放南路、二道橋、山西巷周辺のウイグル人居住地区に集まり、19時30分には1,000名以上が山西巷の病院前に集合し、19時40分には300名以上が人民路、南門地区で道路を封鎖した。
警察はこの群衆を解散させたとしている。
デモが発生した経緯については、様々な見解がある。7月7日に記者会見したウルムチ市のジルラ・イサムッディン市長は、“暴動”参加者はテンセントQQのようなインスタントメッセンジャーを通してオンラインで組織されたと主張した。
タイムズ紙も、事件の数日前からタクシーの窓に秘密のサインが現れ出したとして、抗議活動が事前に計画されたものであると示唆した。
一方で、世界ウイグル会議の議長カーディルは「デモは差別に対する抗議と、広東省の事件の「説明を求める」ものであり、平和裏に始まっている」と主張しており、この事実はウルムチ市当局も認めている。これに対して、カーディルは当局者による挑発行為があったとして、中国当局の発表を批判している。

### 事件の過激化と拡大
ニューヨーク・タイムズ紙は、ウイグル人の抵抗が7月5日の18時以降に始まったとする目撃情報を伝えている。デモ隊と警察が対峙し、デモ隊と警察の衝突により、各地で放火、車輌破壊が発生した。抵抗発生時には、少なくとも1,000名が加わっており、その後抵抗者の数は約3,000名に膨れ上がった。
AFP通信が目撃者の証言として伝えるところでは、約3,000名のデモ隊と警察が対峙し、デモ隊の中には棍棒やナイフで武装している者もいたとしている。
スタンガンと武器で武装した約1,000名の警官隊が配備され、群衆への警告のために威嚇射撃を行った。
世界ウイグル会議は、デモ隊が暴徒化したのは、警察が群衆に向けて無差別に発砲した蛮行のためであると主張している。ラジオ・フリー・アジアが現場の目撃情報として伝えるところでは、デモ隊が人民広場に到達したときに、武装警察が電気ショックを与える武器を使用してデモ隊を制圧し、その後他のデモ隊がウイグル人居住地区で暴徒化した、としている。
ウルムチ市のイサムッディン市長も、記者会見にて暴動の広がりを以下のように説明している。
これによると、一部のデモ参加者が、20時15分頃にガードレールをひっくり返し、3台のバスを破壊し始めた。抵抗は20時半には、解放南路、竜泉街周辺まで拡大し、抵抗者は警察車輌に放火し、通行人を襲撃し始めた。21時半には3名の死亡者、6名の警官を含む26名の負傷者が政府により確認された。
武装警察部隊は、発砲しながら大量にウイグル人を殺すことにより22時には市内の主要幹線道路と商業地区を確保した。
警察はその後小さなチームを組み、事件後2日間で全市を徹底して巡回し、7月7日にはウルムチ市内は正常化したという。当局は「更なる混乱を避けるため」として、木曜日の21時から水曜日の8時まで、「広範囲の交通規制」を敷き、夜間の外出を禁止した。
新華社が報じるところでは、警察はウイグル人の人口の多いアクスやグルジャ、カシュガルといった新疆の他の地域で、ウイグル人がデモを組織することを警戒していた。新華社が伝えるところでは、カシュガル中心部のエイティガール・モスクに約200名の人々が集会を計画していたが、警察により月曜日の夕方には混乱なく解散したという。
一方、サウスチャイナ・モーニング・ポスト紙はカシュガルでは多くの店舗が閉鎖され、モスク周辺は人民解放軍の小隊により封鎖されていると報じており、治安部隊の攻撃により、約50名のウイグル人が逮捕されたとして、治安部隊の過剰な実力行使を批判する現地のウイグル人の声を報じている。モスク周辺では7月7日火曜日にも衝突が発生し、約50名が逮捕されたと報じられている。
同紙によると、学生の多くが7月5日のウルムチでのデモに参加したカシュガル師範学院では、学生12,000名がキャンパス内に幽閉されたとされ、約2,000名の部隊がカシュガル市内を巡回していたという。

### 7月5日以降
7月5日以降も、ウルムチ市内の緊張は続き、外国人記者団の目前で事件後当局に逮捕された家族の解放を求めるウイグル人の集団と治安部隊が対峙する場面も見られ、世界に大きく報道された。
デモに参加したウイグル人女性がデイリー・テレグラフ紙に語ったところでは、7月6日の夜に、警察がウイグル人居住地に侵入し、家宅捜索を行い、100名以上の男性を連行していったという。
これに対して、中国当局者は、7月7日に暴動に関与したとされる1,434名の容疑者を逮捕したと発表した。
7月7日には、ウルムチ市内で武装した漢族の住民が大規模な示威行動を行った。
漢族のデモ参加者は、西側メディア各社が報じるところでは300名から1,000名と見られる。タイムズ紙は漢族住民とウイグル人住民の間で小競り合いがあったとし、漢族の集団がウイグル人への復讐をするために組織されたと報じている。警察は催涙ガスと交通ブロックを使い漢族のデモ隊を解散させ、拡声器を使い平静を呼びかけた。ウルムチ市党委書記の栗智は警察車輌の屋根の上に立ち、拡声器を使ってデモ隊に解散するよう呼びかけた。またこの同日には、ウルムチ事件の発端となった広東省韶関市での乱闘事件について、乱闘参加者13名（新疆籍が3名、それ以外が10名）が逮捕されたことが新華社により報じられた。
7月8日までには散発的な暴力事件が報告されたが、集団での抗議活動は鎮められた。人民日報の記者が乗った車が、ナイフや斧、鉄棒で武装した身元不明の暴徒によって攻撃される事件が起きたが死傷者は発生しなかった。
また同日、ラジオ・フリー・アジアは、北京の中央民族大学教授でウイグル人経済学者のイリハム・トフティが当局に拘束されたと報じた。
トフティは、ウルムチ市の事件が起きる前から自身のウェブサイト「維吾爾在線（ウイグル・オンライン）」上で、新疆当局への批判を行っており、これがウルムチでの暴動を煽動したとみなされて拘束されたという。
7月10日には、回族とウイグル人の要求により事件以降閉鎖されていた市内のモスクのうち少なくとも2つが再開された。
市内のモスク白大寺での礼拝後、数百名が拘留中のウイグル人の解放を求めてデモを行ったが、警察により解散させられ、5-6名が逮捕された。一方で、身の危険を感じ、ウルムチ市から地方に逃れようと、多くの住民がバスターミナルに集まる様子も見られた。
7月12日、トルコの外相アフメト・ダウトオールは中国の楊潔篪外相との1時間15分に及ぶ電話会談の中で、事件に対する懸念を表明し、中国側に迅速かつ透明な調査を行うよう求めた。
楊潔篪は、「地域の平穏は保たれており、どの民族であれ犯罪者は法廷に送られると確信している」と述べた。
7月13日には、2名のウイグル人が死亡する事件が発生した。
警察の発表によれば、人民病院の付近で通常の警備中であった警察が、ナイフや棍棒を持って別のウイグル人を襲撃している3名のウイグル人を発見し、投降の呼びかけに応じなかった2名を射殺したとする。
一方で、複数の目撃者は当局の公式見解と異なる証言をしている。
8月27日、カーディルはウルムチ南部の監獄で拘束されたウイグル人のうち196人が拷問によって死亡したとの情報を「新疆のある警官」から得たと主張した。

## 中国国内での反応

### 通信会社
中国の2大携帯電話事業者は、事件に対してそれぞれ異なる対応を見せた。
中国移動通信は「事件の拡大防止を助けるため」として、現地での通信サービスを停止した。
一方、中国聯合通信は新疆での通信サービスは停止していないと発表した。
新疆地域からの国際電話はブロックされており、インターネットも接続できない状態が続いた。
Googleや他の投稿サイトは政府の政策に協調して、デモや暴動の画像や映像を検閲したが、こうした情報は、すぐにTwitterや、YouTube、Flickrといったサービスを使って流通するようになった。
新疆ウイグル自治区やウルムチ市の公式サイトは、事件の発生以降、海外からのアクセスができないようになった。

### 政府
中国のテレビは事件以降、破壊された車や負傷した市民の姿を放映した。新疆ウイグル自治区のベクリ主席は、ウルムチ市での騒擾事件の原因が、広東省で発生した事件であり、広東省と新疆ウイグル自治区の両政府が死亡した従業員に対して適切かつ敬意を持って対処したと主張した。ベクリ主席は、党の公的見解を繰り返し、さらに暴動が事前に計画されたものであると非難した。
中国のメディアは、新華社および国営テレビの現地支局からの情報に基づき、暴動の状況を広範に報道している。
治安部隊が暴動を鎮圧してから数時間後、当局は外国人記者向けの市内取材ツアーをアレンジした。100社以上の海外メディアは、市中心部のホテル海徳酒店に集められ、専用に用意された30本のインターネット回線を共用した。記者は事件発生現場や、負傷者が搬送された病院への取材を認められた。フィナンシャル・タイムズ紙は、こうした海外メディアへの待遇改善を、中国が広報戦略に失敗した2008年のチベット騒乱と比較している。
胡錦濤党総書記（国家主席）は、イタリアのラクイラで開催される予定だったG8サミットへの出席を取りやめ、党政治局の緊急会議を招集し、「新疆における安定回復」のための特使として、治安部門のトップである政治局常務委員の周永康と、公安相の孟建柱の二人を現地に派遣した。サウスチャイナ・モーニング・ポスト紙は、中国指導部が、10月に行われる予定だった建国60周年の記念式典の準備作業への影響を検討していると報じている。

### インターネット上での反応
中国のブログ界における事件への反応には、様々な立場が見られた。当局による通信妨害や検閲があったにも関わらず、多くのネチズンが、事件の原因に関する自身の考えを表明したり、事件に対する怒りをぶつけたりした。政府の立場を支持するブロガーがいる一方、事件の原因を慎重に分析するブロガーもいた。多くの投稿は、民族的な感情を煽るものであり、投稿は即座に削除された。ネット上での一般的な論調は、事件に関与した者への処罰を求めるものであったが、ナショナリズムの感情を煽り、1950年代に新疆の民族運動を弾圧した王震の名前を出してウイグル人への報復を求めるものもあった。

## 中国国外での反応

### 国際機関の反応
- 国際連合

国連人権高等弁務官のナヴィ・ピレイは、「暴動が起きた1日の間に発生した死傷者数としては、非常に多い」として、死傷者の数に「驚いている」と述べ、中国が拘留者に対して人道的で国際的な基準に則った処遇を与えることを求めた。
国連事務総長の潘基文は、「全ての当事者に自制を求め、中国に対して、言論、集会、情報についての自由を含む、市民の自由を尊重する」と同時に、市民の保護に対策を取るように要請した。
- 上海協力機構

上海協力機構は声明を発表し、暴動で死亡した人々の家族に、心より哀悼の意を表明するとした。一方で、声明は、新疆は中華人民共和国の不可分の領域であり、事件は中国の内政問題であることを確認し、中国政府が同国の法に則り処理をすることで、地域の平和と秩序を回復することができると信じるとした。
- イスラム諸国会議機構

イスラム諸国会議機構は、中国当局による「不適切な実力行使」を非難し、中国当局に対し、事件に関与した者を迅速に裁判にかけると共に、事件の原因を調査し、事態の解決策を見出すように要請した。
機構の事務総長を務めるエクメレッディン・イフサンオールも、加盟国であるトルコのアフメト・ダウトオール外相とこの問題について協議した。
- 欧州連合

欧州連合は衝突に対する懸念を表明し、中国政府に対し、抗議活動への対応を自制するよう要請した。
- 主要国首脳会議(G8)

事件の直後にイタリアのラクイラで開催された第35回主要国首脳会議には、当初同会議の拡大会議に出席予定だった胡錦濤党総書記（国家主席）が騒乱への対応を協議するため急遽帰国したため、代理として戴秉国国務委員が出席することになった。会議の場では、中国への配慮から、ウルムチでの騒乱については主要な議題とされなかった。
その一方で、中国の不在により経済危機への対応・地球温暖化対策・北朝鮮核問題・核軍縮などの世界規模の課題に対して、会議は踏み込んだ結論を出すことができなかった。

### 各国での反応
| 国名             | 各国での反応 |
| ---------------- | --- |
| アフガニスタン   | アフガニスタン政府は、「中国の領域的統合と主権を支持し、中国が国益に基づき事態を処理することができると信じる」とする外務省声明を発表した。 |
| オーストラリア   | オーストラリアのラッド首相は、平和的な問題解決のために、中国に自制を求めた。 |
| ベラルーシ       | ベラルーシ外務省は、事件の犠牲者に対して哀悼の意を表明し、中国当局により事態が正常化するのを希望すると表明した。 |
| カンボジア       | カンボジア政府は、事件は中国の内政問題であり、中国が適切な方法を取ることを信じていると表明した。 |
| カナダ           | カナダのカノン外相は、「不満を解決し、事態の更なる悪化を防ぐ助けとするために、対話と善意が求められている」と語った。 |
| フランス         | フランス外務省のシュヴァリエ報道官は、事件に対する懸念を表明した。 |
| ドイツ           | ドイツのメルケル首相は、事件の平和的解決を求めると共に、ドイツ政府は「一つの中国」政策を尊重するが、これは少数民族の権利への尊重も意味するのだと語った。 |
| イラン           | イランのモッタキー外相は、事件に対する憂慮をトルコ、イスラム諸国会議機構と共有し、新疆におけるムスリム住民の権利を尊重するよう中国政府に要請したと表明した。 |
| イタリア         | イタリアのナポリターノ大統領は、イタリア訪問中の胡錦濤国家主席との記者会見の場で、人権について取り上げ、「中国における経済面、社会面での発展は、人権に関する新しい要求を引き起こしている」ということを、イタリア、中国の両国が合意したと発表した。 |
| 日本             | 日本の外務省の薮中三十二事務次官は、7月6日の記者会見で「極めて多数の死傷者が出ているということで日本政府としても懸念している。今後の事態を注視していきたい」と述べた。また、河村建夫官房長官は、7月7日の記者会見で、「市民と当局の衝突で多数の死傷者が出ており非常に遺憾だ。状況を懸念している。事態の推移を注視している」と述べた。 |
| カザフスタン     | カザフスタン政府当局者は、中国との取り決めに基づき、新疆に向かう自国民に対して中国からの査証発給が停止されたことを発表し、現地で暴動から避難中のカザフ人約1,000名の支援に当たっていると表明した。一方、アルマトゥでは、7月19日に、5,000名を超える在留ウイグル人がデモを行った。 |
| キルギス         | キルギス政府は、「難民の流入」に対する準備は整っており、国境の管理を強化していると発表した。 |
| ミクロネシア連邦 | ミクロネシア連邦のアリク・アリク副大統領は、ウルムチでの暴動を「テロ行為」として非難し、犠牲者への哀悼の意を表明した。 |
| オランダ         | オランダでは、中国大使館がウイグル独立運動の活動家、支援者らに襲撃され、窓ガラスの破損、中国国旗が燃やされる等の被害が出るなど、142名の活動家が逮捕された。中国は駐オランダ大使館を当面閉鎖すると発表した。 |
| ノルウェー       | ノルウェーでは中国大使館前で約100名のウイグル人が抗議活動を行い、外壁を登って大使館の敷地に侵入しようとした1名を含む11名が逮捕されたが、全員が釈放されている。ノルウェー政府は、ウルムチでの事件に憂慮を表明し、全ての当事者に暴力の自制を求めると共に、対話の重要性を強調した。 |
| パキスタン       | パキスタン外務省のアブドゥル・バシト報道官はパキスタンと中国との関係を悪化させようとする一部の分子が存在するが、事件が両国の関係に影響を与えることはないと確信していると表明した。 |
| 中華民国         | 台湾政府は、暴力を煽動した全ての者を非難し、「最も強い非難」に値すると表明した。また、劉兆玄行政院長は、全ての当事者に自制を求め、大陸当局が「事態収拾に寛容さを持ってあたり、少数民族の権利を尊重する」ことを希望するとする声明を発表した。 |
| ロシア           | ロシアのラヴロフ外相は事件が中国の内政問題であるとした上で、「分離主義的スローガンを掲げて、民族間の不寛容を煽りながら、暴動の計画者たちは、市民を攻撃し、車輌を破壊し、略奪した店舗や建物、車輌に放火した」と付け加えた。この声明は、中国当局からの要請に基づき、中国政府の立場を支持するために出されたとする指摘もある。 |
| セルビア         | セルビア外務省は、新疆における秩序回復のために中国当局が取っている努力を支持し、分離主義に反対すると共に、「平和的手段による紛争解決」を支持するとする声明を発表した。 |
| シンガポール     | シンガポール外務省は、暴力と犠牲者の発生に対して遺憾の意を表し、関係者に対して自制を呼びかけると同時に、対話を通して事態が解決されることを希望すると表明した。 |
| スリランカ       | スリランカ政府は、事態に対する憂慮を表明し、事件が中国の内政問題であるとして、中国当局による努力が事態を正常化することを確信していると声明を発表した。 |
| スイス           | スイス外務省は、事件に対する憂慮を表明し、両者に自制を求めると共に、事件の犠牲者の遺族に弔辞を送り、中国当局に表現、言論の自由を尊重するよう要請した。 |
| トルコ           | トルコ外務省は、事件に「深い悲しみ」を表明し、中国政府に容疑者の捜査と、裁判を求める声明を発表した。一方で、エルドアン首相は事件が「まるでジェノサイドのようだ」と発言し、中国のメディアから抗議を受けることとなった。また、エルグン商工相は、中国製品へのボイコットを提起した。 |
| イギリス         | イギリスのブラウン首相は、両者の自制を要請した。 |
| アメリカ合衆国   | アメリカのホワイトハウスのギブズ報道官は、アメリカは新疆で人命が失われたことに遺憾の意を表明し、事態を深く憂慮しており、全ての当事者に暴力を控えるよう要請する、とする声明を発表した。アメリカ国務省のケリー報道官は、中国当局が秩序を回復し、更なる暴力の応酬を防ぐことが重要であるとの声明を発表した。国務長官のヒラリー・クリントンも7月7日の定例記者会見で、「事態を深く懸念しており、多くの死傷者が出ていることは残念」と語り、中国当局とウイグル側双方の自制を求めるコメントを発表した。 |
| ベトナム         | ベトナム外務省のレ・ズン報道官は、ベトナム政府が事態を注視しており、中国政府が適切な方法で公共の秩序と安定を回復することを信じるとする声明を発表した。 |

### その他の組織の反応
- アムネスティ・インターナショナルは、「公正かつ独立の」事件調査を要求し、「平和的手段で意見を表明し、表現、結社、集会の自由を行使した」ことを理由に拘留されている者を直ちに釈放し、その他の者に対しても公正な裁判を行うよう中国政府に求めた[145][146]。

- ヒューマン・ライツ・ウォッチは、中国に自制と、事件に対する独立した調査を認めるよう要求し、中国が国際的な基準を尊重して抗議活動に対応し、実力行使は必要最小限に留めるべきであると表明した[147]。

- チベット亡命政府のダライ・ラマ14世は、「悲劇的な人命の損失」に懸念を表明し、中国当局に自制を求める声明を発表した[148]。

- 「イスラーム・マグレブのアルカーイダ」を名乗るアルジェリアの組織が、新疆のムスリムへの弾圧への報復として、マグレブ在住の中国人に対して攻撃を加えると発表した[149]。これに対し、世界ウイグル会議の議長ラビア・カーディルは、「暴力がすべての問題を解決するとは思わない。世界のテロ組織は、ウイグル人の合法的な願いや、現在の東トルキスタンの惨劇を利用すべきではない」との声明を発表し、中国当局が在外ウイグル人運動を国際テロ組織と結び付けようとするのを牽制した[150][151][152]。

## メディアの取り扱い
事件の報道において、中国当局はこれまでの閉鎖的な情報管理姿勢から一転してオープンな態度に転じ、積極的に情報開示を行っている。
BBCワールドサービスの論説員である陳世栄は、新華社の報道が、「より報道の信頼度を高めるために、事件発生から数時間後にはビデオ映像を配信した」として、中国のメディア管理に改良が見られた点に着目している。デイリー・テレグラフ紙のピーター・フォスターも、「（海外の）中国専門家たちは、北京の当局者がニュースの主題を掌握するスピードに驚かされた」と述べている。ニューヨーク・タイムズ紙は、「中国の専門家は、明らかに、グルジアとウクライナで起きたいわゆる「色の革命」や、2009年のイラン大統領選挙について調査をしており、インターネットや携帯電話が、抗議活動の組織化や、国外との連絡に大きく役立ったこと、各国政府がこれに対処しようとしたことを知っていた。」と伝えている。カリフォルニア大学バークレー校のある研究者は、中国当局が過去の失敗から学習し、より洗練されたやり方を取るようになったと述べた。
一方で、こうした情報開示が限定的なものであり、中国当局に都合の悪い情報が外部に出ないよう情報統制が徹底して行われているとする指摘もある。
ジェームズタウン財団フェローのウィリー・ラムも、中国当局の情報開示に懐疑的であり、「中国当局はちょうどテストをしているのであり、もしも結果が思わしくない場合は、2008年5月の四川大地震の際の報道のように、ブレーキをかけるだろう」と述べている。
実際、外国人記者が当局に拘束される例があったほか、7月10日には、「記者の安全のため」として外国メディアにカシュガルから退去するよう当局から指示があった。
中国共産党の機関紙である人民日報は特定の西側メディアのもつ、偏向したダブルスタンダードを批判する社説を掲載し、中国はオープンかつ透明な態度を取ったにも関わらず、特定の政治勢力やメディアからは、公正な「見返り」を得ることができなかったと主張した。
「かなりの数のメディアが、故意に、あるいは不注意に、暴徒の暴力行為を過小に報道し、いわゆる民族紛争に焦点を当てようとしていた」と社説は述べている。

## 誤報
7月6日、ロイター通信は、7月5日のウルムチ市内での暴動の様子を写したとする写真を配信した。写真は、多くの武装警察の部隊と住民が対峙する様子を写したものだったが、この写真は、2009年6月の湖北省石首市での暴動（en:2009 Shishou incident）の様子を写したものであり、6月26日に中国の南都周刊紙が報じたものだった。
この写真は、ロイター以外の通信社でも誤って配信され、デイリー・テレグラフ紙のウェブサイトでも、一時写真が掲載されたが、その後削除された。7月7日に、世界ウイグル会議議長のラビア・カーディルが、アル・ジャズィーラのインタビューに出演した際に、ウルムチのウイグル人の窮状を訴えるためにこの写真を使用した。
この件は中国メディアに批判されたため、世界ウイグル会議は、意図しない誤りであったとして、この件について遺憾の意を表明した。